# Каваса Анвар уд-Дін
Каваса Анвар уд-Дін (д/н — 1830) — 17-й султан Магінданао в 1805—1830 роках. Прізвисько «Каваса» перекладається як Багатий.

## Життєпис
Син Фахар уд-Діна. Деякий час помилково вважався сином султана Кібад Сахріяла. Отримав владу після смерті останнього у 1805 році. Вимушений був погодитися з напівсамостійним статусом свого брата Дату Найна (відомого як Султан Іскандар Зулкарнайн), правителя Сібугаї, дозволивши йому самостійно вести перемовини з Рафаелем Марією де Агіларом-і-Понсо де Леоном, генерал-губернатором Філіппін, з яким було укладено мирну угоду, яка зафіксувала статус-кво. Також на угоді була прикладена печатка з ім'ям Султан Іскандар Зулкарнайна, у зв'язку з чим вважалося, що це інше ім'я Анвар уд-Діна. Також султан призначив небожа Раджа Туа спадкоємцем трону (раджа мудою).
Продовжив політику попередників: зберігаючи номінальний суверенітет над залежними князівства та родичами, що також оголосили себе султанами. Зокрема, дозволив іншому небожеві Джамал уль-Аламу (відомому в подальшому як Дату Дакула) спадкувати батьківське володіння Субігая.
Разом з тим вправна дипломатія у відносинах з європейськими торговельними компаніями сприяла попішенню торгівлю, створення мануфактур. Як наслідок скарбниця султану була наповнена. За це він заслужив своє прізвисько.
Помер Каваса Анвар уд-Дін 1830 року, після чого почалася боротьба за трон між його сином дату Мусою і раджа мудою Раджою Туа. Владу зрештою отримав син останнього — Іскандар Кудратуллах Мухаммад.